# 达茜·卡尔登
达茜·貝絲·卡尔登（英語：D'Arcy Beth Carden，1980年1月4日—）是名美國女演員和搞笑演員。她最著名的角色是在全國廣播公司情境喜劇《良善之地》飾演珍妮，這讓她入圍黃金時段艾美獎喜劇類最佳女配角。她還在HBO黑色喜劇《殺手進城》扮演娜塔莉·格里爾。
卡登在正直公民隊劇院開始她的即興喜劇生涯，並在一些電視劇登場，例如《艾米·舒默的內心世界》、《大城小妞》、《瘋狂前女友》和《副人之仁》。卡登甚至在部分電影亮相，例如、和《重磅腥聞》。

## 個人生活
卡登與朋友到迪士尼遊玩時遇見製作人傑森·格蘭特·卡尔登（Jason Grant Carden）。兩人於2010年7月31日結婚。2013年，這對夫妻從紐約搬去洛杉磯。

## 外部連結
- 达茜·卡尔登在互联网电影资料库（IMDb）上的資料（英文）
- . SmartGirls.com. 2015-10-19.